# Stavsbjärs naturreservat
Stavsbjär är ett naturreservat i Breareds socken i Halmstads kommun i Halland.
Reservatet bildades 1995 och omfattar 4,7 hektar. Det är beläget några kilometer norr om Simlångsdalen och består av en bergshöjd bevuxen med gammal bokskog. Här finns döda och döende träd i form av högstubbar. Många sällsynta mossor och lavar har påträffats bland annat  lunglav, bokvårtlav och olivklotterlav.

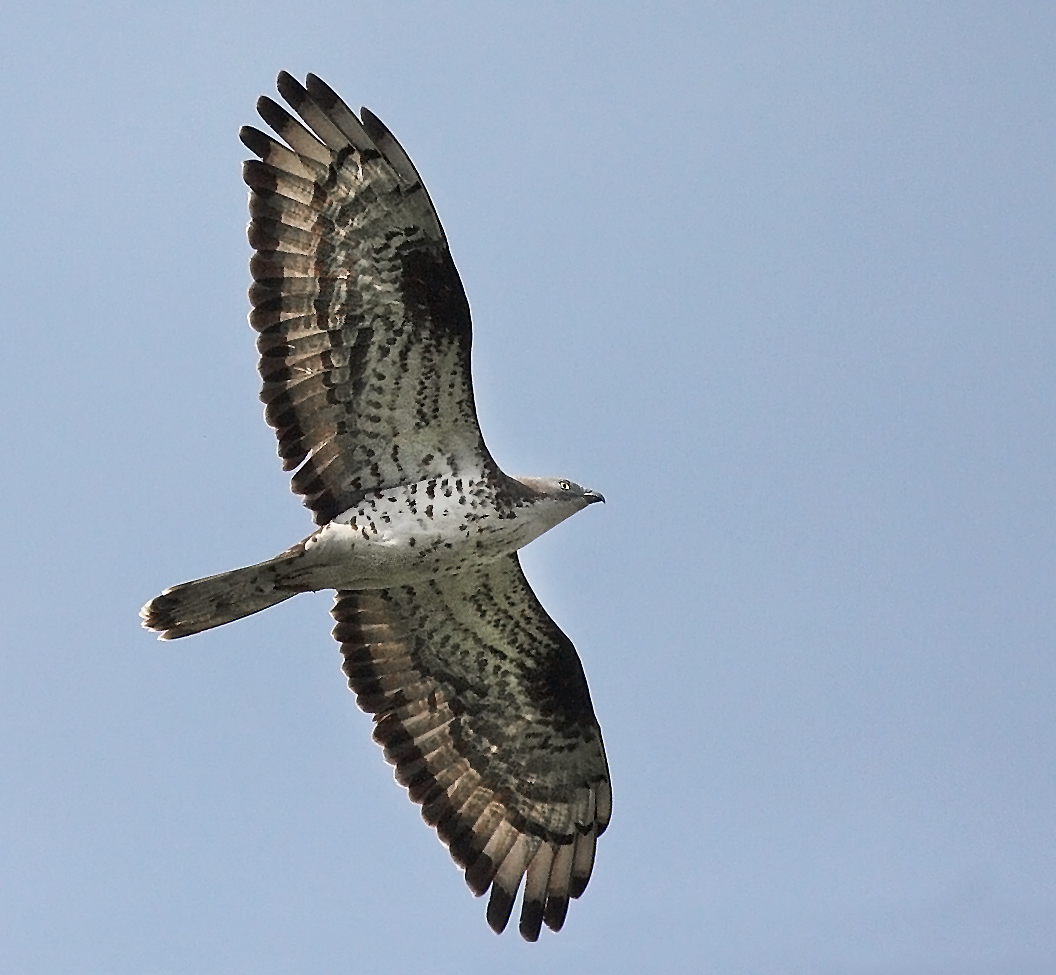
Bivråk

Inom området häckar bivråk. Således finns här ett rikt växt- och djurliv med många ovanliga arter. Från reservatet har man utsikt över Fylleåns dalgång och reservatet Svarta klippan.